# Christine Ebersole

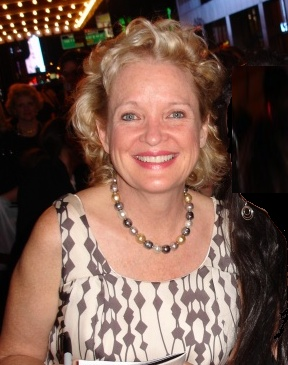
Christine Ebersole (2005)

Christine Ebersole (* 21. Februar 1953 in Chicago, Illinois) ist eine US-amerikanische Schauspielerin und Sängerin. Sie hat zweimal den Tony Award gewonnen.

## Leben
Ebersole besuchte das MacMurray College in Jacksonville, Illinois. Nach ihren Auftritten in Ryan’s Hope 1977 und 1980 bekam sie ihre erste große Rolle als Teil der Besetzung von Saturday Night Live, danach spielte sie in mehreren Staffeln der Serien Liebe, Lüge, Leidenschaft und Valerie sowie die begehrte österreichische Sopranistin Caterina Cavalieri in Miloš Formans preisgekröntem Filmdrama Amadeus. In Stewart Raffillis Film Mick. mein Freund vom anderen Stern (Originaltitel Mac and Me) von 1988 spielt sie eine Hauptrolle.
Ebersole war ebenso Teil der Besetzung mehrerer nicht sehr erfolgreicher Fernsehserien, wie Rachel Gunn, R.N. (1992), in der sie die Titelrolle spielte. 1994 verkörperte sie an der Seite von Ed Herrmann die exaltierte Milliardärsgattin Regina und Mutter von Richie Rich in der gleichnamigen Comicverfilmung. Daneben hatte sie Gastrollen in vielen Serien  wie Will & Grace, Just Shoot Me – Redaktion durchgeknipst, Murphy Brown und Ally McBeal.
Am erfolgreichsten war sie jedoch am Broadway. Dort spielte sie in Gore Vidals The Best Man (2000), die Rolle der Millicent Jordan in Dinner at Eight (2002) (Nominierung für einen Tony Award) und die M'Lynn in Magnolien aus Stahl (2005).
Den Tony Award for Best Leading Actress in a Musical gewann sie für ihre Darstellung der Dorothy Brock in der Wiederaufnahme des Musicals 42nd Street 2001, sowie 2007 als Edie Beale in Grey Gardens.
Ebersole war von 1977 bis 1982 mit dem Schauspieler Peter Bergman verheiratet. Seit 1988 ist Bill Moloney ihr Ehemann, mit dem sie zusammen drei Kinder adoptierte.

## Filmografie (Auswahl)
- 1977–1980: Ryan’s Hope (Fernseh-Seifenoper, regelmäßige Rolle)
- 1981–1982: Saturday Night Live (Fernsehserie, 18 Folgen)
- 1982: Tootsie
- 1984: Dollmaker – Ein Traum wird wahr (The Dollmaker, Fernsehfilm)
- 1984: Amadeus
- 1984: Nachts werden Träume wahr (Thief of Hearts)
- 1986: Restrisiko (Acceptable Risks, Fernsehfilm)
- 1986: Der Hogan-Clan (The Hogan Family, Fernsehserie, 6 Folgen)
- 1986–1989: The Cavanaughs (Fernsehserie, 26 Folgen)
- 1988: Mick, mein Freund vom anderen Stern (Mac and Me)
- 1990: Dr. Kulani – Arzt auf Hawaii (Island Son, Fernsehserie, Folge 1x15)
- 1990: Ghost Dad
- 1990: Murphy Brown (Fernsehserie, Folge 3x09)
- 1991: Harrys Nest (Empty Nest, Fernsehserie, Folge 3x19)
- 1991: Schatten der Vergangenheit (Dead Again)
- 1991: The Lounge People
- 1992: Eine ganz normal verrückte Familie (Folks!)
- 1992: Rachel Gunn, Oberschwester (Rachel Gunn, R.N., Fernsehserie, 13 Folgen)
- 1993: Der Tod und die Lady (Dying to Love You, Fernsehfilm)
- 1993: Gypsy (Fernsehfilm)
- 1994: My Girl 2 – Meine große Liebe (My Girl 2)
- 1994: Richie Rich (Ri¢hie Ri¢h)
- 1995: Mr. Traffic (Pie in the Sky)
- 1996: Black Sheep
- 1996: Eine Familie zum Verlieben (An Unexpected Family, Fernsehfilm)
- 1996–1997: Zwei in der Tinte (Ink, Fernsehserie, 22 Folgen)
- 1997: Zwei Singles in L.A. (’Til There Was You)
- 1998: Ally McBeal (Fernsehserie, Folge 2x08 Schlammschlacht)
- 1998: Just Shoot Me – Redaktion durchgeknipst (Just Shoot Me!, Fernsehserie, Folge 3x09)
- 1999: Der Onkel vom Mars (My Favorite Martian)
- 1999: Ein wahres Verbrechen (True Crime)
- 1999: Double Platinum – Doppel Platin! (Double Platinum, Fernsehfilm)
- 1999: Pros & Cons
- 2000: Mary und Rhoda (Mary and Rhoda, Fernsehfilm)
- 2001: Will & Grace (Fernsehserie, Folge 3x19 Der große Bluff)
- 2004: Crossing Jordan – Pathologin mit Profil (Crossing Jordan, Fernsehserie, Folge 4x08)
- 2005–2006: Related (Fernsehserie, 10 Folgen)
- 2006: Love Comes to the Executioner
- 2008: Boston Legal (Fernsehserie, Folge 4x18)
- 2008: Lipstick Jungle (Fernsehserie, Folge 2x08)
- 2008: Law & Order: Special Victims Unit (Fernsehserie, Folge 10x10 Beschmutzt)
- 2008: Libertyville (Fernsehfilm)
- 2009: Shopaholic – Die Schnäppchenjägerin (Confessions of a Shopaholic)
- 2009: Samantha Who? (Fernsehserie, Folge 2x16)
- 2009–2016: Royal Pains (Fernsehserie, 14 Folgen)
- 2010: Ugly Betty (Fernsehserie, Folge 4x10 Bilder von Betty)
- 2010: The Drawn Together Movie: The Movie!
- 2011: Retired at 35 (Fernsehserie, 4 Folgen)
- 2012–2014: Sullivan & Son (Sullivan and Son, Fernsehserie, 33 Folgen)
- 2013: The Big Wedding
- 2013: American Horror Story (Fernsehserie, 2 Folgen)
- 2013: The Wolf of Wall Street
- 2014: Emoticon ;)
- 2015: Unbreakable Kimmy Schmidt (Fernsehserie, Folge 1x10)
- 2015–2018: Madam Secretary (Fernsehserie, 4 Folgen)
- 2016: Crisis in Six Scenes (Miniserie, Folge 1x06)
- 2016–2021: Search Party (Fernsehserie, 5 Folgen)
- 2018: Pose (Fernsehserie, Folge 1x03)
- 2018–2019: Blue Bloods – Crime Scene New York (Blue Bloods, Fernsehserie, 3 Folgen)
- 2018–2020: Steven Universe (Fernsehserie, 5 Folgen, Sprechrolle)
- 2019: Driveways
- 2019: Steven Universe: Der Film (Steven Universe: The Movie, Fernsehfilm, Sprechrolle)
- seit 2019: Bob Hearts Abishola (Bob Abishola, Fernsehserie)
- 2021: The Kominsky Method (Fernsehserie, 2 Folgen)
- 2021: Licorice Pizza